# Tomasz Mizerkiewicz
Tomasz Mizerkiewicz (ur. 1971) – polski literaturoznawca, profesor nauk humanistycznych. Specjalizuje się w historii i teorii literatury oraz literaturoznawstwie. Profesor w Instytucie Filologii Polskiej na Wydziale Filologii Polskiej i Klasycznej Uniwersytetu im. Adama Mickiewicza w Poznaniu, gdzie pracuje w Zakładzie Literatury XX wieku, Teorii Literatury i Sztuki Przekładu.  Od roku akademickiego 2016/2017 pełni funkcję dziekana tego Wydziału (w kadencji 2012–2016 był prodziekanem ds. studenckich).
Stopień doktorski uzyskał w 1999 na podstawie pracy pt. Stylizacje mityczne w prozie polskiej po 1956 r. (promotorem był prof. Edward Balcerzan). Habilitował się w 2008 na podstawie oceny dorobku naukowego i monografii pt. Nić śmiesznego. Studia o literaturze polskiej XX i XXI wieku. 2 grudnia 2016 roku decyzją prezydenta RP otrzymał tytuł naukowy profesora.